# 热当乡
热当乡（藏語：ར་ཐང་），是中华人民共和国西藏自治区日喀则市南木林县下辖的一个乡镇级行政单位。

## 行政区划
热当乡下辖以下地区：
热让村、切扎村、达吉村、珠布加村、吉吾村、凯热村、孜布村、奶果村、尼堆村、嘎典村、萨玛村和波多村。